# Département de la propagande du Comité central du Parti communiste chinois
Le département de la propagande du Comité central du Parti communiste chinois (chinois : 中共中央宣传部) est une section interne du Parti communiste chinois, et n'est donc pas formellement considéré comme une partie du Conseil des affaires de l'État de la république populaire de Chine. Cependant, ce département est le bureau le plus important de facto pour appliquer la censure des médias et contrôler la république populaire de Chine, ainsi que pour prendre en charge la propagande de la république populaire de Chine, bien qu'aucune loi de l'État ne lui donne explicitement une telle autorité.
Il contrôle plusieurs agences, dont l'Administration nationale du cinéma de Chine.

## Fonction
Son rôle est de donner des « recommandations » aux médias sur ce qui doit être, ou ne pas être, dit au sujet de certains problèmes « délicats », comme le statut de Taïwan, le Tibet, etc., qui pourrait, selon les autorités chinoises, affecter la sécurité de l'État ou l'autorité du parti communiste.
Ces indications ne sont pas connues du public, mais sont communiquées aux travailleurs des médias par des bulletins secrets. De telles directives sont considérées comme impératives. Tous les médias en Chine doivent être loyaux au parti et servir en principe d'organes de propagande pour le Parti. La liberté opérationnelle et de reportage a augmenté significativement dans les médias chinois au tournant du XXIe siècle. Cependant, défier de façon ouverte les directives du département de la propagande est rare, car les organisations de médias ou les journalistes d'opinion divergente risquent de sévères punitions, y compris la restructuration, le renvoi et/ou la fermeture d'un poste.
Il n'est pas rare que les journalistes chinois dévoilant les directives secrètes du département de la propagande aux médias étrangers soient inculpés de l'accusation très grave, selon la loi chinoise, de divulguer des secrets d'État.

## Direction
- Li Da (1921-1922)
- Cai Hesen (1922-1923)
- Luo Zhanglong (mai 1924-janvier 1925)
- Peng Shuzhi (février 1925-mars 1927)
- Cai Hesen (avril 1927-octobre 1927)
- Luo Qiyuan (Novembre 1927 – Juin 1928)
- Cai Hesen (Juillet 1928 – Octobre 1928)
- Li Lisan (November 1928 – Décembre 1930)
- Shen Zemin (Janvier 1931 – Avril 1931)
- Zhang Wentian (Avril 1931 – Décembre 1934)
- Wu Liangping (Janvier 1935 – Juillet 1937)
- Zhang Wentian (Juillet 1937 – Décembre 1942)
- Lu Dingyi (Janvier 1943 – Décembre 1952),
- Xi Zhongxun (Janvier 1953 – Juillet 1954)
- Lu Dingyi (Juillet 1954 – Mai 1966)
  - Le département de la propagande a été dissous pendant la révolution culturelle, et il a été remplacé par des unités dans le cadre du groupe de la révolution culturelle.
- Tao Zhu (Mai 1966 – Janvier 1967)
- Wang Li (Janvier 1967 – Janvier 1968)
- Kang Sheng (Novembre 1970 – Décembre 1975),
- Yao Wenyuan (Janvier 1976 – Octobre 1976)
- Geng Biao (Octobre 1976 – Octobre 1977)
- Zhang Pinghua (Octobre 1977 – Décembre 1978)
- Hu Yaobang (Décembre 25, 1978 – 12 mars , 1980)
- Wang Renzhong (12 mars , 1980 – Avril 1982)
- Deng Liqun (Avril 1982 – Août 1985)
- Zhu Houze (Août 1985 – Février 1987)
- Wang Renzhi (Février 1987 – Décembre 1992)
- Ding Guangen (Décembre 1992 – 24 octobre 2002)
- Liu Yunshan (24 octobre 2002 – 21 novembre 2012)
- Liu Qibao (21 novembre 2012-octobre 2017)
- Huang Kunming (en) (octobre 2017-)